# تاو قيطس

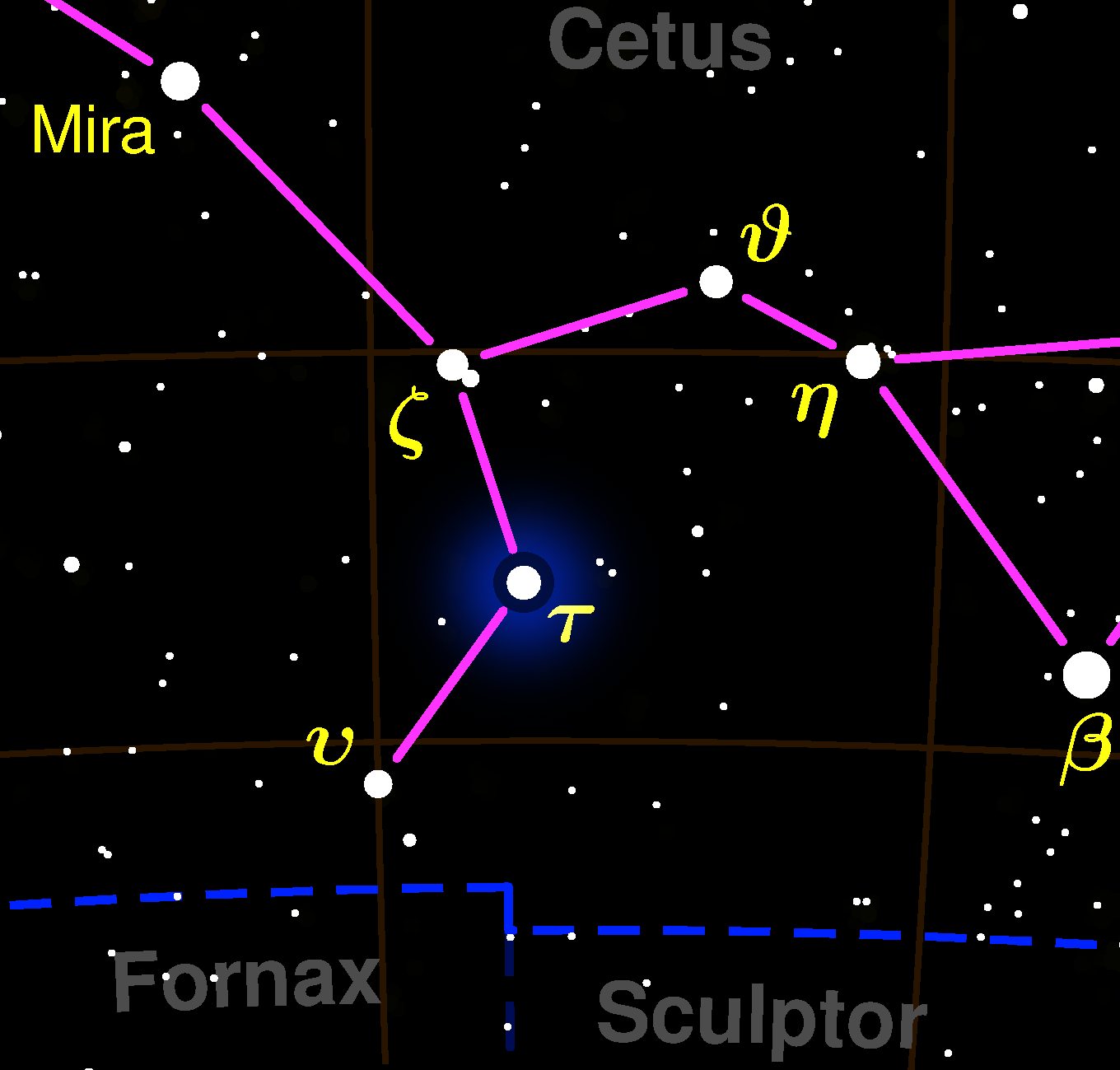
موقع النجم تاو سيتي τ Ceti في كوكبة قيطس.

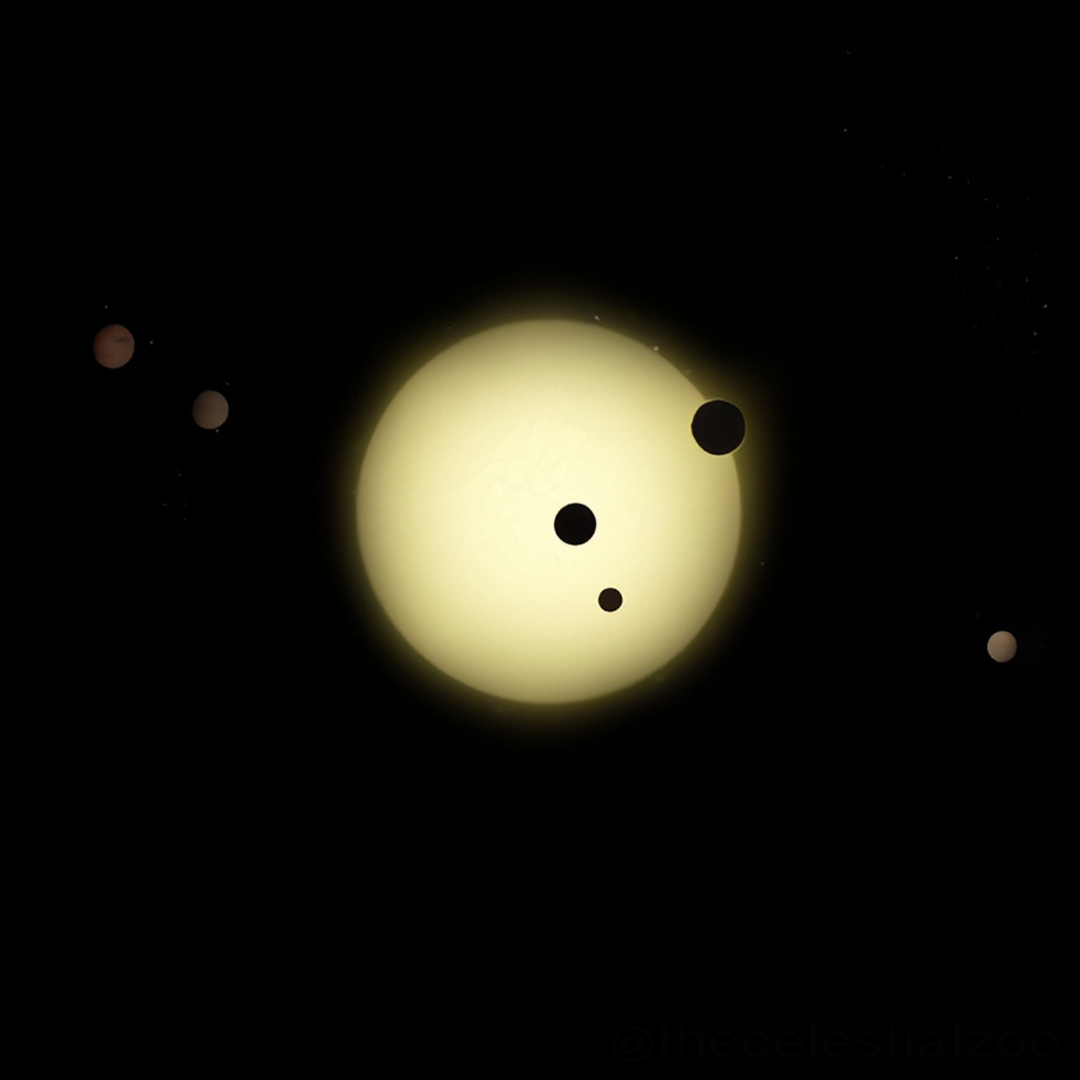
انطباع فني عن تاو سيتي مع ستة كواكب صخرية في مدار حوله.

تاو سيتي أو ت سيتي (بالإنجليزية: Tau Ceti)‏ هو نجم في مجموعة سيتيس يماثل حجم الشمس ويبعد عن الأرض 12 سنة ضوئية.
في التاسع عشر من ديسمبر 2012 عثر فريق دولى من العلماء على كوكب يرجحون أنه صالح للعيش يدور في نظام شمسى قريب من نظامنا، وذلك حسبما ذكر العلماء في مجلة «استرونومى اند أستروفيزكس» المتخصصة في الأبحاث الفلكية.
واكتشف الباحثون أن هذا الكوكب الذي يدور في فلك نجم تاو سيتى أو تاو قيطس في كوكبة قيطس بطريق المصادفة أثناء اختبارهم لطريقة جديدة للتحليل.
ويرجح الباحثون أن يكون لهذا النجم خمسة كواكب تدور حوله تتراوح كتلتها بين ضعف كتلة الأرض إلى ستة أضعافها.
وأوضح الباحثون تحت إشراف ميكو تومى من جامعة هارتفوردشاير البريطانية أن أحد هذه الكواكب يدور حول نجمه على مسافة تسمح بالحياة، وهي المسافة التي يكون فيها الماء سائلا.
وأكد الباحثون أن نجم تاو قيطس قيطس هو أقرب نجم للشمس شبيه لها، وأنه يبعد عن النظام الشمسى نحو 12 سنة ضوئية ويمكن رؤيته بالعين المجردة.
وكان الباحثون بصدد اختبار طريقة تحليلية جديدة ذات حساسية أكبر للكواكب الصغيرة الموجودة في النجوم الأخرى.

## تسمية
اسم «تاو قيطس» موجود في فهرس باير، الذي أنشئ سنة 1603 من طرف الفلكي الألماني يوهان باير ، وله اسم Durre Menthor في فهرس النجوم في Calendarium ، و له الاسم العربي القديم Thālith al Naʽāmāt (تالت ألنعامة - taalit al naʽāmāt) منذ سنة 1650 .

## كواكب
في 19 ديسمبر 2012، تم رصد خمسة كواكب تدور حول تاو قيطس. احجامها يتراوح من ضعف كتلة الأرض إلى ستة أضعاف و فترة مدارهم من 14 إلى 640 يوم . واحد منهم له اسم مؤقت (تاو قيطس E) يدور في مداره الذي يبعد نصف المسافة بين الأرض و الشمس ، و بما أن النجم يشع 52٪ اقل من الشمس والمسافة بينه و بين الكوكب قدرها 0.552 وحدة فلكية ، فإن الكوكب يتعرض لكمية إشعاع أعلى من الأرض 1.71 ضعف ، وللمقارنة (كوكب الزهرة يتعرض 1.91 مرة ). ومع ذلك الكوكب يصفه الباحثين على أنه في المنطقة القابلة للحياة .
| رفيق (بترتيب النجوم) | كتلة                         | نصف محور (AU)                | الفترة المدارية (يوم)        | انحراف                       | ميلان  | نق |
| -------------------- | ---------------------------- | ---------------------------- | ---------------------------- | ---------------------------- | ------ | -- |
| Tau Ceti b           | >2.00 ± 0.80 م⊕              | 0.105 ± 0.006                | 13.965 ± 0.024               | 0.16 ± 0.22                  | —      | —  |
| Tau Ceti c           | >3.1 ± 1.40 م⊕               | 0.195 ± 0.011                | 35.362 ± 0.106               | 0.03 ± 0.28                  | —      | —  |
| Tau Ceti d           | >3.60 ± 1.7 م⊕               | 0.374 ± 0.02                 | 94.11 ± 0.7                  | 0.08 ± 0.26                  | —      | —  |
| Tau Ceti e           | >4.30 ± 2.1 م⊕               | 0.552 ± 0.03                 | 168.12 ± 2.32                | 0.05 ± 0.22                  | —      | —  |
| Tau Ceti f           | >6.6 ± 3.5 م⊕                | 1.35 ± 0.09 AU               | 642 ± 37                     | 0.03 ± 0.26                  | —      | —  |
| قرص الحطام           | 35–50 (او 2+8 −1–55+5 −5) وف | 35–50 (او 2+8 −1–55+5 −5) وف | 35–50 (او 2+8 −1–55+5 −5) وف | 35–50 (او 2+8 −1–55+5 −5) وف | 35±10° | —  |

## و صلات خارجية
- Sol Station — Tau Ceti - صفحة توضيحية عن النجم